# Harewood (Nouvelle-Zélande)
Harewood  est une banlieue de la cité de Christchurch, située dans l’Île du Sud de la Nouvelle-Zélande.

## Situation
C’est la plus au nord-ouest des banlieues du centre de la cité de Christichurch (en).

## Population
Harewood avait une population de 3 219 habitants lors du recensement de 2013 en Nouvelle-Zélande, en diminution de 12 résidents depuis celui de 2006.
Il y avait 1 584 hommes et 1 635 femmes.
82,1 %  étaient des européens/Pākehā, 7,6 % étaient des māori, 3,6 % étaient des personnes d’origine des îles du Pacifique et 11,2 % étaient d’origine asiatique .
Le revenu médian des résidents de Harewood, âgés de 15 ans ou plus était de 29,900 $ par an, 100 $ de plus que la médiane des revenus de l’ensemble de la cité de Christchurch .

## Transport
La route State Highway 1/S H1 passe à travers la banlieue de Harewood et sépare ainsi les terrains utilisés pour les activités commerciales, qui sont retrouvées à l’ouest de la SH1, alors que la zone résidentielle est de façon prédominante située à l’est de la SH1.

## Économie
L’ Aéroport international de Christchurch est localisé dans cette banlieue de Harewood.
Au nord de la SH1,là où l’aéroport est situé, de nombreuses compagnies de fret sont aussi présentes. Vous pouvez aussi apercevoir des vans de campeurs et trouver d’autres services en rapport avec l’aéroport, en particulier des hôtels.
Le Centre International pour l’Antarctique (en) offre un centre d’information pour les visiteurs et constitue une attraction touristique majeure.